# Helga Brandt
Helga Brandt is een personage uit de James Bondfilm You Only Live Twice, ze was nr.11 van SPECTRE. De rol werd gespeeld door de Duitse actrice Karin Dor, in het gelijknamige boek van Ian Fleming kwam dit personage niet voor.
Helga Brandt is voor het eerst te zien in het gebouw van Mr. Osato in Tokio. Ze schenkt daar iets te drinken in voor James Bond terwijl hij in een gesprek met Osato zit. Bond valt later met Aki bij een haven binnen waar hij wordt aangevallen door Osato's mannen, nadat Bond gevangen wordt laat Osato hem bij Helga Brandt brengen. Daar weet Bond los te komen door haar te verleiden, hierna gaan ze met elkaar naar bed als Bond met een mes haar jurk van de achterkant uittrekt. Bond wordt daarna door Brandt in een vliegtuig weggebracht terug naar Londen, maar ze lokt Bond in de val en hij komt vast te zitten. Brandt ontsnapt met een parachute uit het vliegtuig, Bond weet bij het stuur te komen en het te overleven. Brandt wordt later vermoord door haar baas Ernst Stavro Blofeld door haar bij piranha's te gooien omdat ze gefaald heeft Bond te vermoorden.